# Ondřej Perušič
Ondřej Perušič (Praga, 26 de septiembre de 1994) es un deportista checo que compite en voleibol, en la modalidad de playa. Ganó una medalla de oro en el Campeonato Mundial de Vóley Playa de 2023 y una medalla de plata en el Campeonato Europeo de Vóley Playa de 2022.

## Palmarés internacional
| Campeonato Mundial | Campeonato Mundial | Campeonato Mundial | Campeonato Mundial |
| Año                | Lugar              | Medalla            | Pareja             |
| ------------------ | ------------------ | ------------------ | ------------------ |
| 2023               | Tlaxcala (México)  | Medalla de oro     | David Schweiner    |
| Campeonato Europeo |                    |                    |                    |
| Año                | Lugar              | Medalla            | Pareja             |
| 2022               | Múnich (Alemania)  | Medalla de plata   | David Schweiner    |